# Paul Harzer
Paul Harzer (Großenhain, Saxônia, 1 de agosto de 1857 — Kiel, 21 de fevereiro de 1932) foi um astrônomo e matemático alemão.

## Vida
Harzer estudou matemática e astronomia de 1875 a 1878. Em 1878 obteve o doutorado na Universidade de Leipzig, com a tese Untersuchung über Brorsens Komet im Jahre 1842, orientado por Karl Christian Bruhns e Wilhelm Scheibner. Até 1881 foi auxiliar no Observatório de Leipzig. Trabalhou depois por pouco tempo no Instituto de Pesquisas Senckenberg em Frankfurt am Main. Em 1882 habilitou-se em astronomia na Universidade de Leipzig. Ao mesmo tempo tornou-se observador no Observatório de Leipzig.
No mesmo ano tornou-se Privatdozent em Kiel. Em 1884 seguiu com Hugo Gyldén para Estocolmo. Em 1885 tornou-se adjunto do Observatório de Pulkovo.

### Gotha
Por indicação de Gyldén e Otto Wilhelm von Struve foi nomeado em 1 de dezembro de 1887 professor do Observatório de Gotha. Harzer deu sequência ao trabalho de seu antecessor Ernst Becker.

## Publicações
- Untersuchung über die astronomische Strahlenbrechung auf Grund der Differentialgleichungen der elastischen Lichtbewegungen in der Atmosphäre. Astronomische Nachrichten, Bd. 104, S. 107
- Untersuchungen über einen speciellen Fall des Problems der drei Körper. Memoiren der Petersburger Akademie, 1886
- Die säkularen Veränderungen der Bahnen der großen Planeten. Preisschrift der Jablonowskischen Gesellschaft (1895)